# Here Comes the Kraken
Here Comes The Kraken — мексиканская дэткор-группа, образованная в 2007 году.

## История группы
Группа была создана в 2007 году в городе Агуаскальентес. В этом же году появился их первый демо-диск, после чего они заключили контракт с звукозаписывающей студией. Год спустя был выпущен одноименный дебютный альбом Here Comes the Kraken.
В 2010 году было объявлено, что группа записывает новый альбом. Альбом Hate Greed and Death вышел 26 апреля 2011 года. Данный альбом отличается от предыдущего творчества группы и имеет влияние ню-метала и металкора
. В июне группа отправилась в турне по Мексике, а в декабре 2011 года - по Европе.
В 2019 году у группы выходит третий полноформатный альбом под названием H.C.T.K.

## Состав
Текущий состав
- Вокал: Daniel
- Гитара: Alex
- Гитара: Tore
- Бас-гитара: Alexa
- Ударные: Deivis

Бывшие участники
- Вокал: Mike
- Вокал: TTS
- Бас-гитара: Fredy

## Дискография

### Альбомы
- 2009: Here Comes the Kraken (re-released in 2013)
- 2011: Hate Greed and Death
- 2019: H.C.T.K.

### Демонстрационные ролики и мини-альбомы
- 2007: Demo
- 2010: The Omen